# Danișmend Gazi
Danișmend Gazi, cunoscut sub numele complet și ca Gümüștekin Danișmend Ahmed Gazi (n. secolul al XI-lea, Malatya, Provincia Malatya, Turcia – d. 1085) a fost fondatorul beilikului turcicilor danișmendizi. După avansarea turcilor în Anatolia ca urmare a bătăliei de la Manzikert, dinastia sa a controlat regiunile nord-centrale ale peninsulei.
Înfrângerea bizantinilor la Manzikert a permis turcilor, inclusiv forțelor loiale lui Danișmend, să ocupe aproape toată Anatolia. Gazi și forțele sale au ocupat teritoriile centrale ale Anatoliei, cucerind orașele Neocaesarea, Tokat, Sivas și Euchaita.
În timpul primei cruciade, teritoriile sale s-au aflat direct în calea cruciaților care avansau spre Ierusalim; drept urmare a pierdut în bătălia de la Dorylaeum în 1097. În 1100 a reușit să-l captureze temporar pe Boemund de Taranto, unul dintre baronii conducători ai cruciadei. Ulterior și-a continuat campania, extindzând posesiunile sale spre sud, capturând Melitene în 1103.
A fost urmat de fiul său, emirul Gümüștekin Gazi.